# Lemouton Emília
Lemouton Emília, férje után Adorján Boldizsárné (Pest, 1824. március 22. – Gortvakisfalud, 1869. január 22.) író, műfordító.

## Élete
Apja, Lemouton János, francia származású volt, és a pesti egyetemen tanított angol, olasz és francia nyelvet. Emília 1844-től a Pesti Divatlapba írt és fordított cikkeket; egy ideig még 1846-os házassága után is találkozunk nevével, mígnem az anyai és házi gondok teljesen elfoglalták idejét. Rimaszombatra költözött férjével, akinek halála után annak gortvakisfaludi birtokára vonult, és ott töltötte hátralévő életét.

## Munkái
William Shakespeare összes színműve prózában:
- A szélvész (színjáték, 5 felvonás) Pest, 1845.
- A két veronai nemes (színjáték, 5 felvonás) Pest, 1845
- A windsori víg nők (vígjáték, 5 felvonás) Pest, 1845
- Viola (színjáték, 5 felvonás) Pest, 1845
- Szeget szeggel (színjáték, 5 felvonás) Pest, 1845
- Novella a Pesti Divatlap számára (kézirat), Pest, 1843 (Adorján-Szeleczky Levéltár: 25. dosszié/22)